# Elisabeta Bostan
Elisabeta Bostan, née le 1er mars 1931 à Buhuși, est une réalisatrice de cinéma et scénariste roumaine.
Elle est surtout connue pour avoir réalisé de nombreux films pour enfants comme le conte La Clé d'or, la comédie musicale Le Rock du Méchant Loup ou le drame sportif La Championne.

## Filmographie
- 1956 : Culegere de dansuri românești
- 1958 : Trei jocuri românești
- 1958 : Dansul 'Cloșca cu puii de aur'
- 1958 : Cloșca cu pui
- 1959 : Hora
- 1962 : Puștiul
- 1963 : Năică și peștișorul
- 1964 : Amintiri din copilărie
- 1965 : Pupăza din tei
- 1966 : Năică și barza
- 1967 : Năică și veverița
- 1967 : Năică pleacă la București
- 1968 : La Clé d'or (Tinerețe fără bătrânețe)
- 1972 :  Veronica
- 1973 : Veronica se întoarce
- 1976 : Le Rock du Méchant Loup (Мама)
- 1984 : Saltimbancii
- 1982 : Un Saltimbanc la Polul Nord
- 1983 : Fram - série télévisée
- 1985 : Promisiuni
- 1987 : Zâmbet de soare
- 1988 : Unde ești copilărie?
- 1989 : Desene pe asfalt
- 1990 : La Championne (Campioana)
- 1991 : Telefonul